# 理查德·布蘭森
理查德·查爾斯·尼可拉斯·布蘭森爵士（英語：Sir Richard Charles Nicholas Branson，1950年7月18日—）是英國億萬富豪和企業家，是維珍集團的董事长，積極主張廢除死刑。

## 生平
1950年出生在英国伦敦布莱克希斯，从小患有严重的阅读障碍症，从唱片生意赚到人生第一桶金，1984年成立维珍航空，並於1980年代中期和1990年代早期乘坐热气球穿越大西洋和太平洋。后来建立庞大的商业帝国，公司集團旗下包括：維珍航空（英國航空的主要競爭對手）、維珍銀河、維珍鐵路、維珍電訊、維珍可樂、維珍能源，連鎖零售店維珍唱片行，以及維珍金融服務。他創立的维珍电影，已被賣給UGC Cinemas，而布蘭森唯一的真正的媒体方面的尝试：维珍电台，现在是苏格兰电台集团的一部分。
2021年7月11日，布兰森搭乘维珍银河的太空船來到地球與太空交界處，并在约40多分钟后返回地球。

## 外部連結
- 維珍集團 （页面存档备份，存于）